# Kerkabarabás
Kerkabarabás est une commune de Hongrie, située dans le département de Zala. Elle est peuplée de 303 habitants.
Le père de l'écrivain yougoslave Danilo Kiš, qui y a passé plusieurs années dans son enfance, en était originaire.